# Limonia aureolenta
Limonia aureolenta är en tvåvingeart som beskrevs av Alexander 1948. Limonia aureolenta ingår i släktet Limonia och familjen småharkrankar. Inga underarter finns listade i Catalogue of Life.